# Donský klášter
Donský monastýr (též Donský klášter, rusky Донской монастырь), je monastýr (klášter) náležející ruské pravoslavné církvi, se nachází v Moskvě. Byl založen roku 1591.
Roku 1812 jej během Napoleonova tažení vyplenila francouzská armáda. V roce 1927 nechaly sovětské úřady v klášteře vybudovat první krematorium v zemi, které pak využívaly i pro likvidaci obětí stalinských čistek.

## Sovětská éra

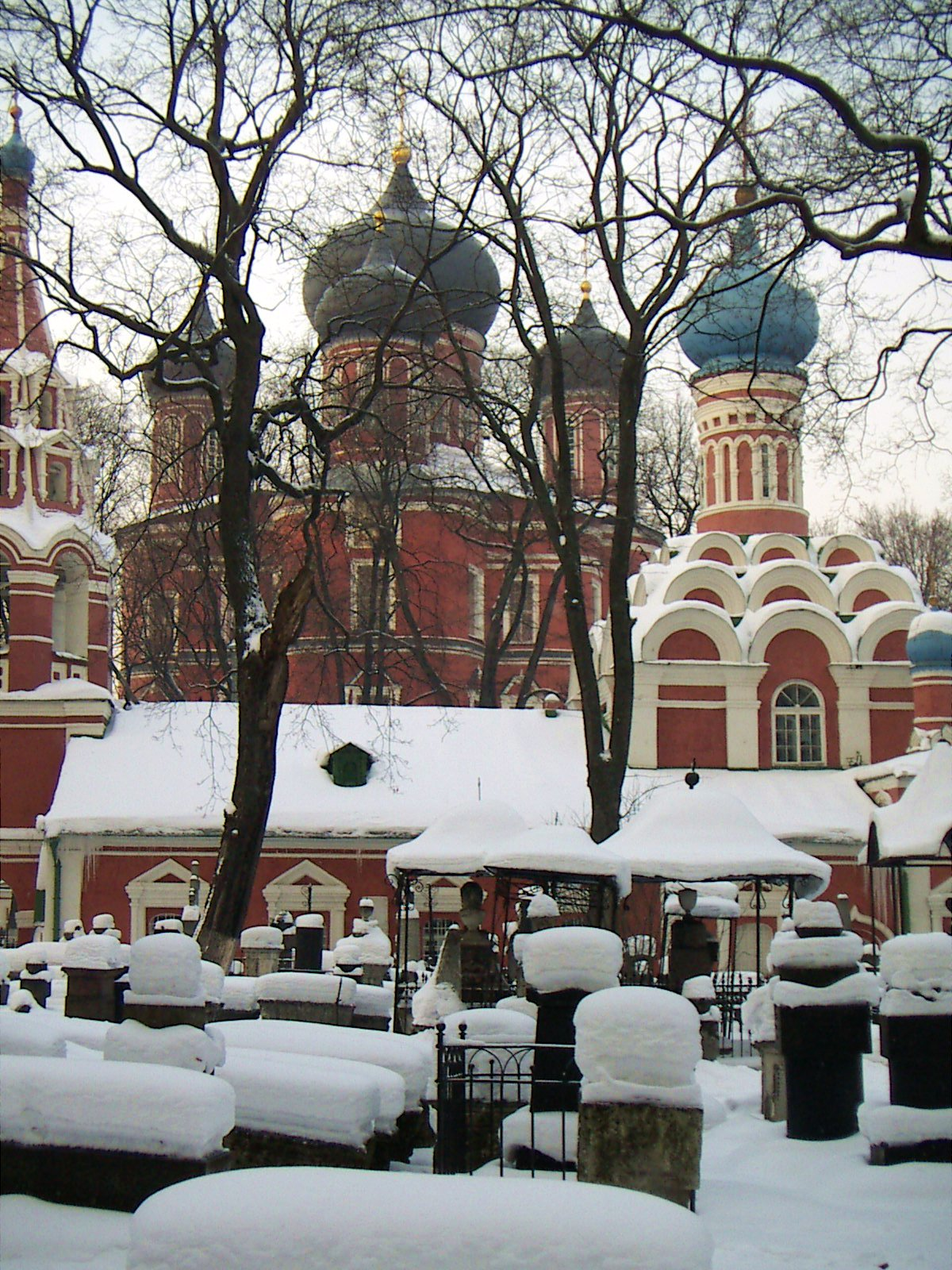
Starý hřbitov Donského kláštera

Při Morovém povstání v roce 1771 se do kláštera uchýlil arcibiskup Amvrozij, aby se ukryl před rozlíceným davem. Vzbouřený lid jej zde však našel a zabil.
V roce 1917 pobývalo v klášteře 48 mnichů, po Říjnové revoluci byl uzavřen. V roce 1922 sem byl umístěn do domácího vězení patriarcha Tichon (později svatořečený) poté, co vznesl otevřený protest proti konfiskaci církevních cenností, nařízené vládou údajně k zajištění pomoci hladovějícím během tehdejšího hladomoru. Před konfiskací bohoslužebných a jiných církevních předmětů navrhoval patriarcha Tichon, aby je stát prodal a peníze použil pro hladovějící, což Lenin zneužil.
V roce 1924 vznikl v části kláštera detenční ústav pro děti.
Za sovětské éry byly do Donského kláštera sváženy části výzdoby a vnitřního vybavení z řady klášterů nebo katedrál, které nechal režim srovnat se zemí, např. moskevské Katedrály Krista Spasitele.

## Hřbitovy Donského kláštera

### Starý hřbitov
Hřbitov při Donském monastýru vznikl současně s klášterem a zejména v 18. a 19. století byl hlavním pohřebištěm příslušníků moskevské aristokracie a mnoha umělců. Proto se na starém hřbitově nachází množství zdobených hrobek mnoha slavných osobností a na moskevské poměry neobvyklé desítky starých, historicky a umělecky hodnotných hrobek. Některé z nich jsou dílem nejlepších ruských sochařů.
Je zde pohřben např. filozof Petr Čaadajev, architekt Joseph Bové, bílý generál Anton Ivanovič Děnikin nebo otec ruské aviatiky Nikolaj Jegorovič Žukovskij. Některé náhrobky přesunuly sovětské úřady do Treťjakovské galerie, kde však nejsou veřejně vystaveny.

### Nový hřbitov

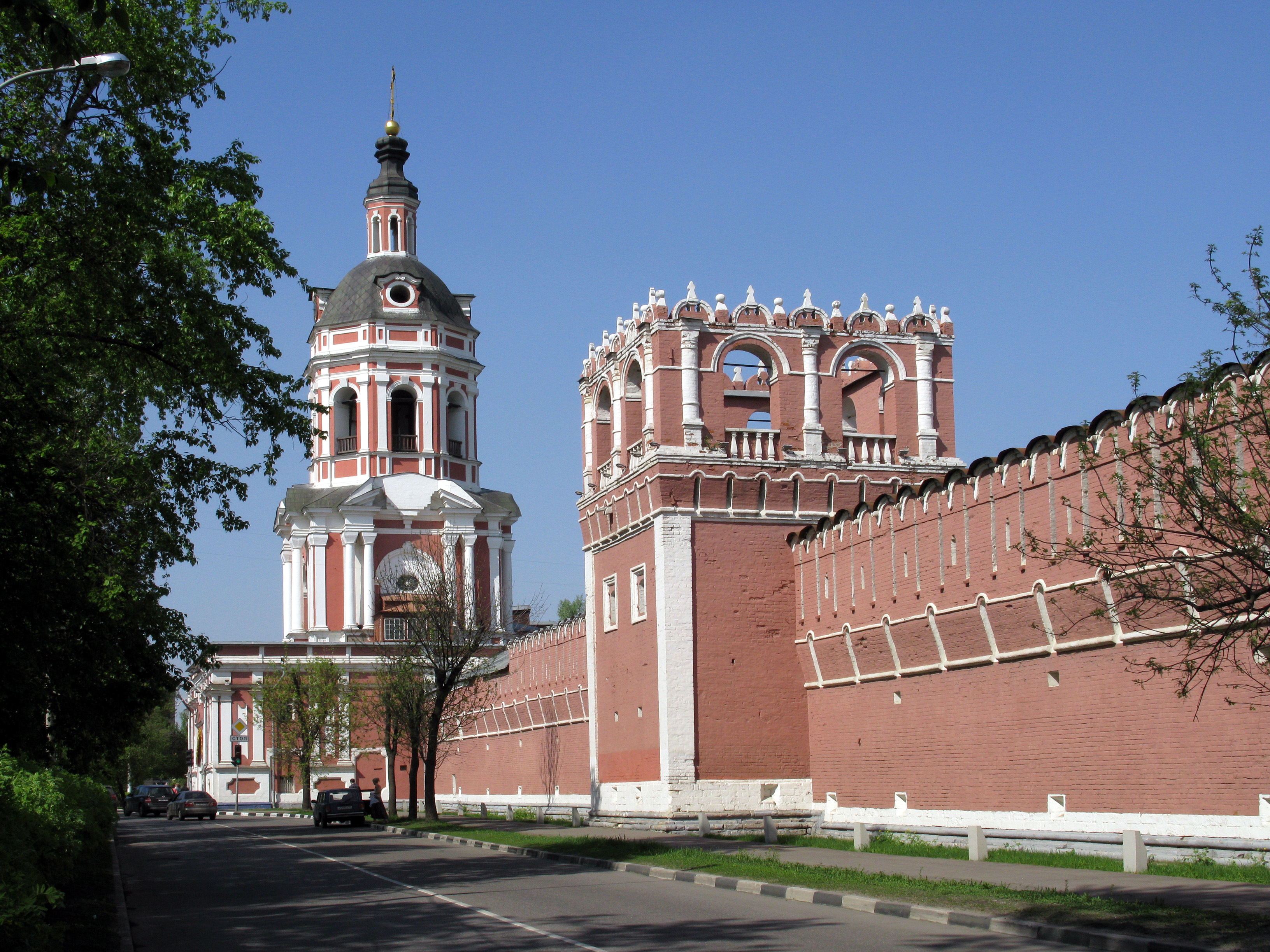
Donský klášter

Kromě hřbitova přímo při Donském klášteře se zde také nachází sousední Donský hřbitov, který v sovětských časech sloužil převážně k urnovým pohřbům, neboť na jeho území bylo dlouhou dobu jediné krematorium v Moskvě. V roce 1927 nechaly sovětské úřady přebudovat chrám sv. Serafima na první krematorium v zemi, které pak začaly využívat i pro likvidaci obětí stalinských čistek. „Od roku 1930 v hlavním městě fungovala opravdová pásová linka smrti. Těla zastřelených ze sklepení Lubjanky (sídlo tehdejší tajné policie) a dalších míst, kde se vykonávaly rozsudky, v noci přivážely kryté nákladní vozy na hřbitov Donského kláštera."
Na novém hřbitově jsou pohřbeni např. spisovatel Isaak Babel, filozof Ivan Alexandrovič Iljin, režisér Vsevolod Emiljevič Mejerchold nebo maršálové Michail Tuchačevskij a Vasilij Konstantinovič Bljucher. Je zde pochován také spisovatel a kritik sovětského režimu Alexandr Solženicyn, nedaleko od místa jeho odpočinku se přitom nachází hrob někdejšího šéfa NKVD Nikolaje Ježova.

### Významné osobnosti pochované na klášterním hřbitově
Mezi osobnostmi pochovanými na hřbitově Donského klášter jsou například:
- Pjotr Dmitrijevič Baranovskij (1892–1984), architekt a restaurátor
- Osip Bove, též Joseph Bové (1784–1834), architekt
- Petr Jakovlevič Čaadajev (1794–1856), filosof
- Anton Ivanovič Děnikin (1872–1947), velitel bělogvardějců. Na Donský hřbitov byl přenesen v roce 2005
- Ivan Ivanovič Dmitrijev (1760–1837), spisovatel
- Michail Matvejevič Cheraskov (1733–1807), básník
- Ivan Alexandrovič Iljin (1883–1954), filosof. Na Donský hřbitov byl přenesen v roce 2005.
- Jona Emanuilovič Jakir (1896–1937), armádní velitel
- Vasilij Ossipovič Ključevskij (1841–1911), historik
- Lazar Markovič Lisickij (1890–1941), výtvarník
- Solomon Michajlovič Michoels (1890–1948), herec, oběť stalinských čistek
- Vladimir Fjodorovič Odojevskij (1803–1869), spisovatel a hudební skladtel
- Vasilij Grigorjevič Perov (1834–1882), malíř. Na Donský hřbitov byl přenesen v 50. letech 20. století.
- Vasilij Lvovič Puškin (1766–1830), básník, strýc Alexandra Sergejeviče Puškina
- Darja „Saltyčicha“ Saltykovová (1730–1801), masová vražedkyně
- Vladimir Alexandrovič Sollogub (1813–1882), spisovatel
- Alexandr Isajevič Solženicyn (1918–2008), spisovatel a nositel Nobelovy ceny
- Alexandr Petrovič Sumarokov (1717–1777), básník

a další.